# Rancho Bernardo

Rancho Bernardo é uma comunidade planejada em grande escala, localizada nas colinas ao norte da cidade de San Diego na Califórnia